# Domingos Dias Machado

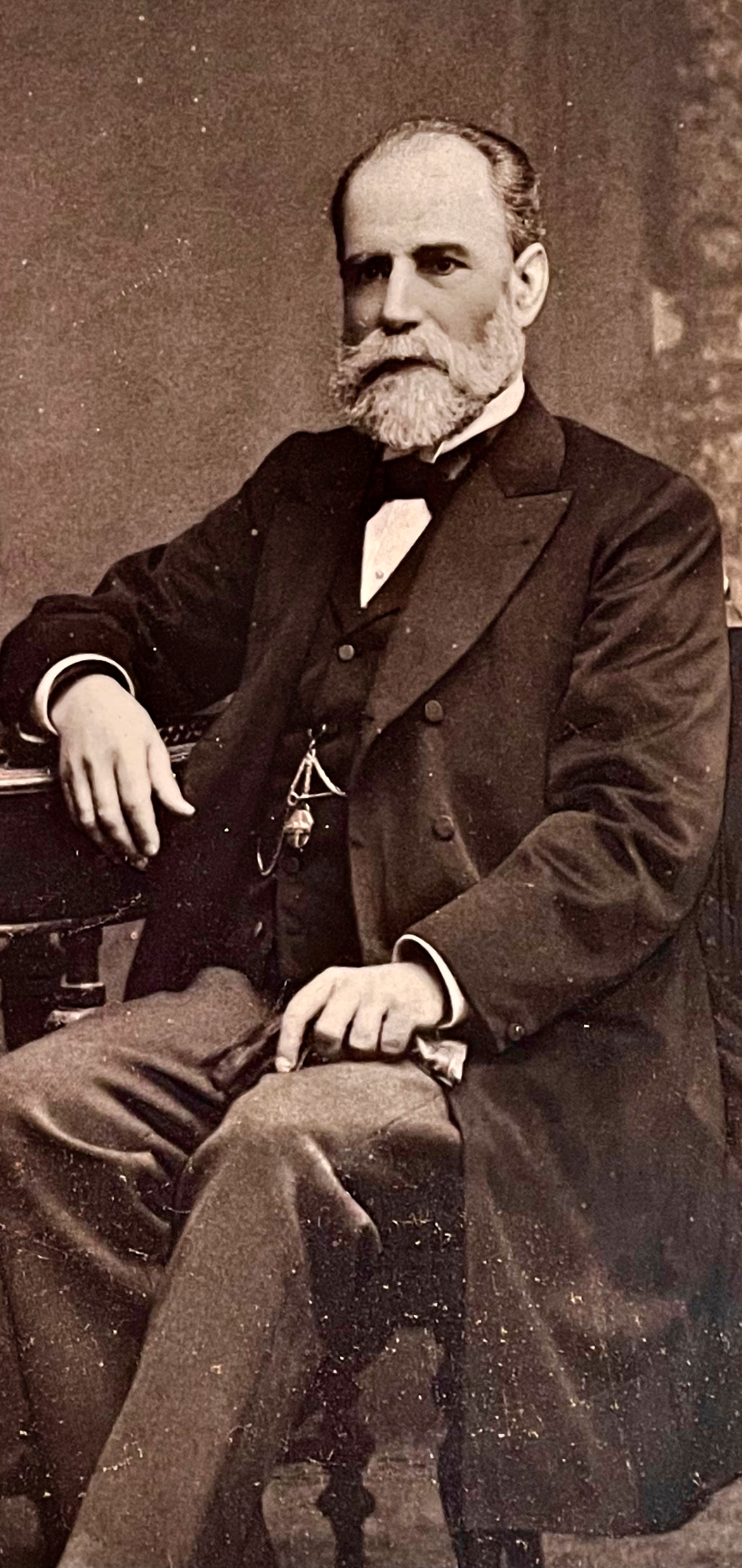
Domingos Dias Machado

Domingos Dias Machado, primeiro Senhor da Quinta da Picanceira. Filho de Manuel de Souza Dias Machado e Luísa de Souza Pereira Machado, nobres proprietários açorianos. Nasceu em Velas a 12 de Dezembro de 1831 numa família abastada da antiga nobreza açoriana que mantinha uma das maiores frotas comerciais do país à altura.
Foi um capitalista, diplomata, político e dos maiores proprietários da zona da estremadura, tendo desenvolvido e mandado construir os actuais edifícios da Quinta dos Machados, ou da Picanceira.

## Negócios
Enquanto capitalista, Domingos Dias Machado, detinha grande parte do capital em títulos na Companhia Das Águas de Lisboa, actual EPAL. Na Fábrica de Destilação de Santa Clara, que hoje tem a sigla SINAGA, para Antiga Fábrica de Destilação de Álcool de Santa Clara, em Ponta Delgada e outras fábricas açorianas e no continente. Na área da saúde detinha capital na Companhia Portuguesa de Higiene, primeira grande farmacêutica portuguesa ainda hoje em funcionamento. No sector público fez "avultados investimentos" na Junta de Crédito Público que era a entidade responsável pela missão de divida pública, e em títulos do tesouro. Tendo tido parte relevante nos investimentos iniciais da área dos transportes e caminhos de ferro de Portugal com a Real Companhia dos Caminhos de Ferro Portugueses, hoje, a CP e na Companhia dos Elétricos de Lisboa. No sector bancário teve grande relevância na criação e nas primeiras décadas da Companhia Geral de Crédito Predial Português enquanto seu accionista. Expectável, pela sua actividade enquanto proprietário, foi ainda o seu papel de accionista e sócio na União dos Vinicultores de Portugal, que foi ponto chave no desenvolvimento agriculta do país e de boa parte das exportações de vinho para o estrangeiro. O seu investimento ultrapassava ao todo os cem mil contos de reis. Domingos Dias Machado constituiu ainda uma vasta cadeia de comércio internacional com a Companhia Transatlântica de Navegação. Tendo uma vasta frota, entre as quais constava a Corveta Amizade. Esta companhia teve por objecto transacções comerciais na rota Atlântica cujos principais portos foram nos Açores, Lisboa, New Bedford entre outras cidades dos Estados Unidos, Canadá e Rio de Janeiro, entre outras no Brasil. E do Pacífico, fazendo principalmente a rota entre Califórnia e Austrália. A companhia experimentou forte desenvolvimento quando a família Machado desenhou um forte relacionamento com as famílias, também nobres açorianas, Cunha e Goulart, já que se relacionavam familiarmente. Passando assim a contar na sua frota com o veleiro "Ferreirinha", que depois de vendido aos ingleses se passou a chamar Cutty Sark.

## Património
Entre os açores e o continente, possuía propriedades rústicas e urbanas, em especial em Lisboa e Mafra. Destas destacavam-se em Lisboa os palacetes, agora demolidos, na zona do Saldanha e Avenida da Liberdade. Nos açores, os prédios que hoje fazem parte da Praça da República, em Ponta Delgada. E as quintas da Picanceira, do Gradil e a Quinta das Barras.

## Diplomacia e Política
Em 1869, pelas suas estreitas relações comerciais com os Estados Unidos, Domingos Dias Machado foi indigitado como agente consular deste país em Ponta Delgada, por ser "figura de relevo no local". No exercício do seu cargo conseguiu manter como capital diplomática dos Açores a Ilha de São Miguel depois de uma forte disputa pela posição com o cônsul. Deixou de ser deter este cargo apenas com a sua morte.
A nível político foi sucessivamente eleito Chefe Concelhio do Partido Regenerador e Presidente da Câmara Municipal de Mafra por dois mandatos.

## Legado e morte
É ainda reconhecido como benemérito e filantropo tendo, em testamento, deixado à Santa Casa da Misericórdia de Velas um montante cujo objectivo era a construção de um enorme Hospital. Legou ainda para que se fizesse o Hospital de Mafra, cuja primeira pedra foi colocada por Emírcio Teixeira-Pinto, que se havia casado com uma sua descendente. Impulsionou também as artes enquanto mecenas de, entre outros artistas, Moreira Rato, que esculpiu as estátuas na Assembleia da República. Por estes feitos, e enquanto forte apoiante da Casa Real, foram-lhe por duas vezes propostos títulos de nobreza, que este abdicou.
Domingos Dias Machado morreu no dia vinte e um de Dezembro de 1912, sendo o seu testamento publicado no Diário de Notícias e no jornal O Século.